# Gare d'Aiguillon
La gare d'Aiguillon est une gare ferroviaire française de la ligne de Bordeaux-Saint-Jean à Sète-Ville, située sur le territoire de la commune d'Aiguillon, dans le département de Lot-et-Garonne en région Nouvelle-Aquitaine.
Elle est mise en service en 1856 par la Compagnie des chemins de fer du Midi et du Canal latéral à la Garonne (Midi). 
C'est une gare voyageurs de la Société nationale des chemins de fer français (SNCF) du réseau TER Nouvelle-Aquitaine, desservie par des trains express régionaux.

## Situation ferroviaire
Établie à 35 mètres d'altitude, la gare d'Aiguillon est située au point kilométrique (PK) 107,501 de la ligne de Bordeaux-Saint-Jean à Sète-Ville, entre les gares ouvertes de Tonneins, s'intercale la gare de Nicole (fermée), et de Port-Sainte-Marie.

## Histoire
La station d'Aiguillon est mise en service le 29 mai 1856 par la Compagnie des chemins de fer du Midi et du Canal latéral à la Garonne (Midi), lorsqu'elle ouvre à l'exploitation la section de Tonneins à Valence-d'Agen de son chemin de fer de Bordeaux à Cette.
La compagnie du Midi indique, pour Aiguillon, une recette de 137 172 francs en 1874 et de 152 094 francs en 1876.
En 2014, c'est une gare voyageur d'intérêt régional (catégorie B : la fréquentation est supérieure ou égale à 100 000 voyageurs par an de 2010 à 2011), qui dispose de deux quais (un quai 1 de 200 m et un quai 2 de 140 m  de longueur utile) et une passerelle.
En 2014, selon les estimations de la SNCF, la fréquentation annuelle de la gare était de 96 162 voyageurs.
En 2022, selon les estimations de la SNCF, la fréquentation annuelle de la gare était de 133 450 voyageurs contre 109 094 voyageurs en 2019, 92 690 en 2018.

## Service des voyageurs

### Accueil

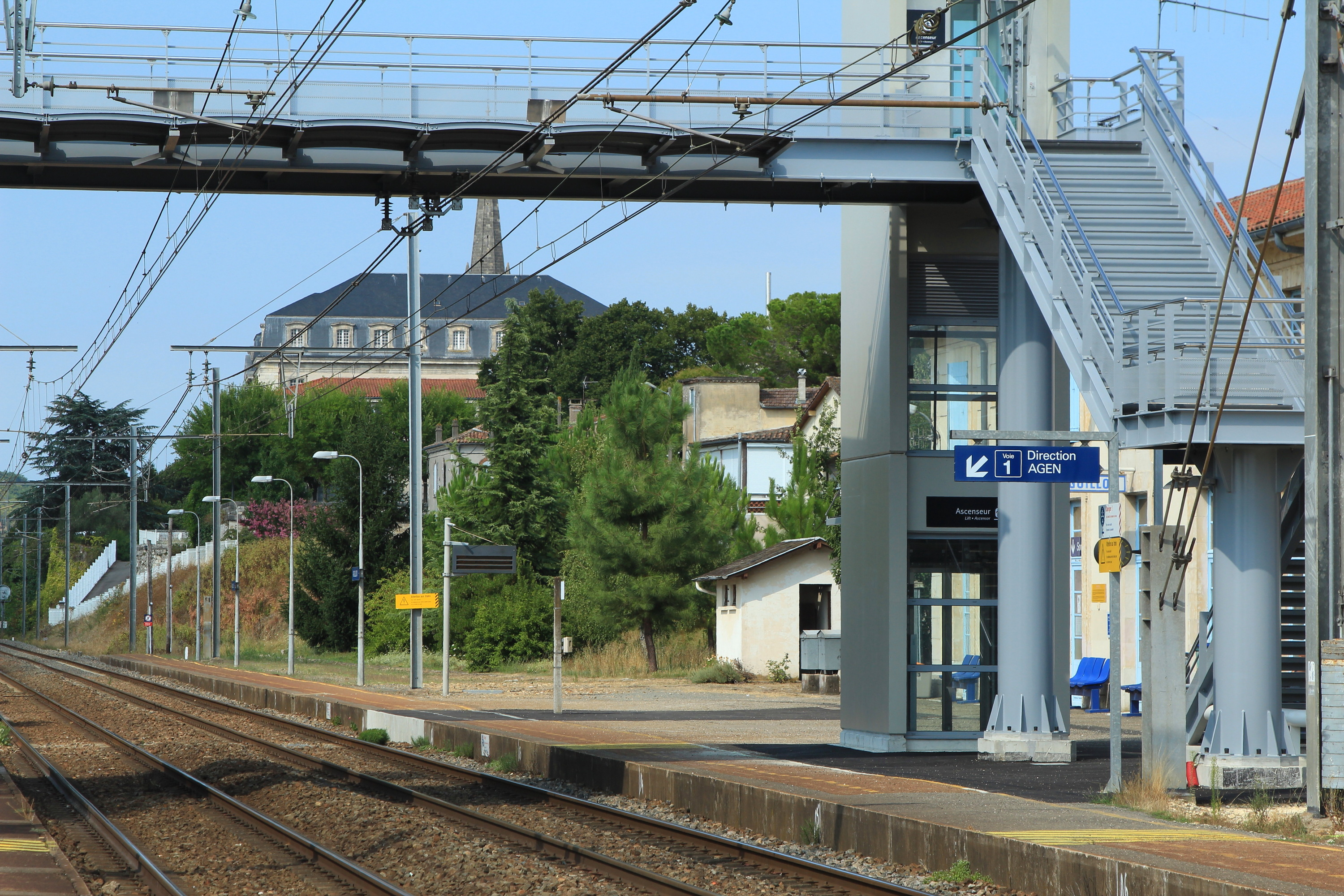
Quai desservi par les trains se dirigeant vers Agen.

Gare SNCF, elle dispose d'un bâtiment voyageurs, avec guichet, ouvert tous les jours. Elle est équipée d'automates pour l'achat de titres de transport TER.

### Desserte
Aiguillon est une gare voyageurs du réseau TER Nouvelle-Aquitaine, desservie par des trains express régionaux de la relation Bordeaux - Langon - Agen (ligne 47).

### Intermodalité
Un parc à vélos et un parking pour les véhicules y sont aménagés.